# Puente de San Fernando
El puente de San Fernando se encuentra en la parte noroccidental del término municipal de Madrid (España). Se alza sobre el río Manzanares, en una zona próxima al Monte de El Pardo y al hipódromo de la Zarzuela, junto a la A-6 (km. 7) y el llamado nudo de Puerta de Hierro, mediante el cual se conecta esta autopista con la M-30. La existencia de una isla en la zona media del río permite decir que el puente se compone de dos tramos. La proximidad de estas carreteras dificulta tanto su visibilidad como su acceso. En la actualidad, el puente de San Fernando forma parte del anillo verde ciclista de Madrid.

## Historia
Antes existía un puente denominado puente verde de piedra, una especie de pasarela que daba acceso al Pardo. Por esta razón en la literatura se llama también nuevo puente verde de piedra. Existía la intención previa de Felipe V que había dado una orden mediante la cual se mandaba hacer un Camino desde la capital hasta el Sitio Real de El Pardo, del que formaba parte la pasarela. Finalmente, el nuevo puente fue construido en el año 1749, durante el reinado de Fernando VI y su diseño se encargó al arquitecto Jaime Bort y Meliá. La denominación del puente se debe al santo onomástico de Fernando VI. Las estatuas fueron realizadas por el escultor Vicente Bort, hermano del arquitecto. El puente sufrió algunas modificaciones debido a los desperfectos causados por las fuertes riadas de 1856, procediendo a un recalzado de las pilas. 
Debido al incremento de tráfico vehicular, en 1921 se realizan operaciones de restauración y se ensanchan algunas zonas del puente, mediante la construcción de voladizos de hormigón. En la Guerra Civil durante la batalla de la Ciudad Universitaria que involucraba la defensa de Madrid se producen diferentes episodios de recuperación y pérdida de posiciones por ambos bandos. Hasta el último tercio del siglo XX, el puente servía de enlace entre la M-30 y la A-6, soportando un intenso tráfico. Tras la construcción de un viaducto en sus inmediaciones, que cumple este cometido, la circulación de automóviles está prohibida. En la actualidad, el Puente de San Fernando forma parte del anillo verde ciclista de Madrid.

## Características

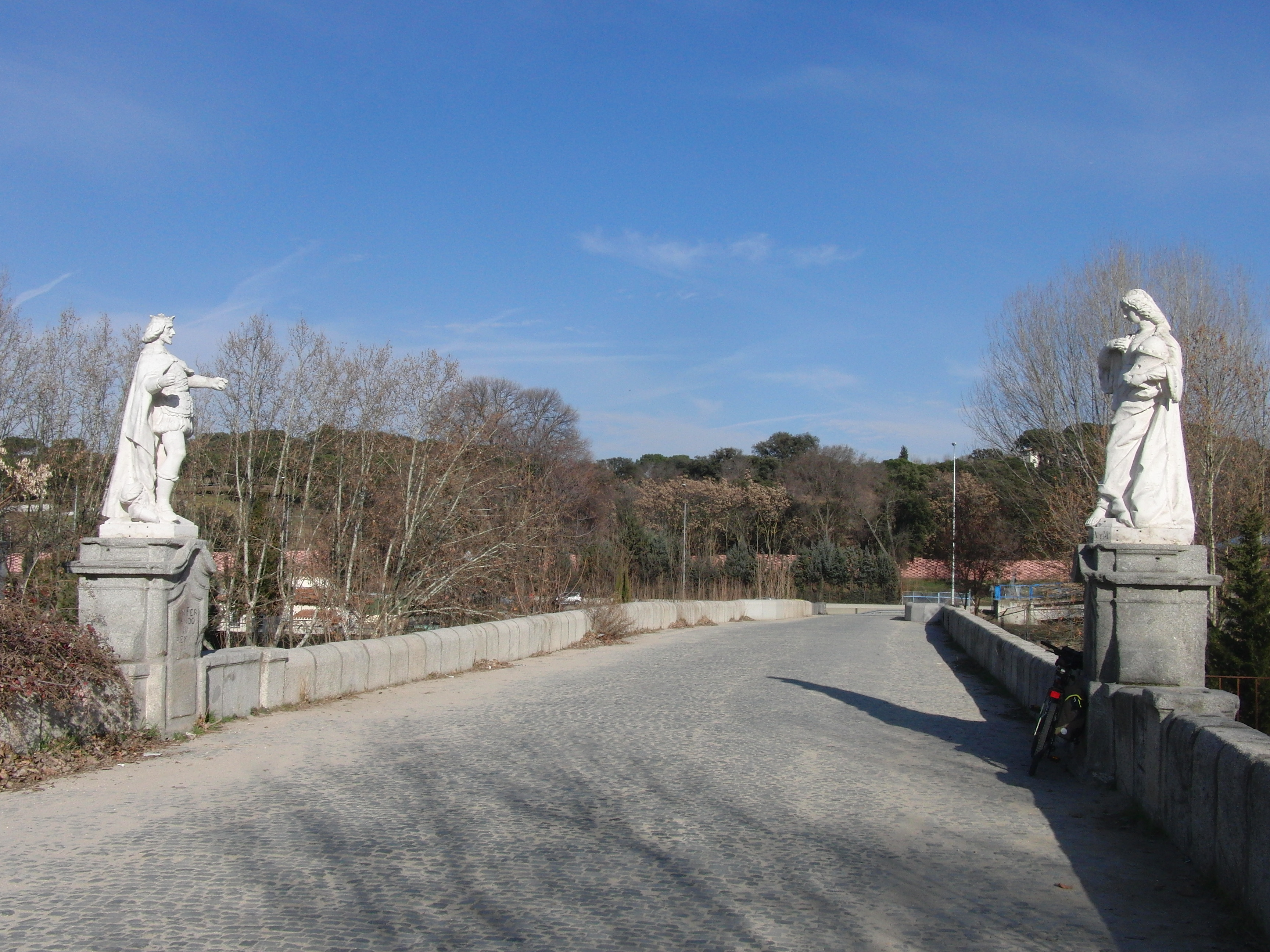
Adoquinado del puente.

El puente se encuentra dividido en dos tramos separados por un machón que se soporta en una isla. El tramo de la izquierda posee cuatro arcos: dos de medio punto y otros dos rebajados. En el tramo derecho existían dos arcos, pero una riada de 1856 dañó el arco cercano al machón. Una reparación posterior hizo que se reconstruyese en tres arcos, siendo el encargado el ingeniero Francisco Javier Boguerín.
Realizado enteramente en piedra de granito, se sostiene sobre seis ojos, en medio punto, que salvan la corriente. Presenta diferentes elementos ornamentales, entre los que destacan las estatuas onomásticas ubicadas en el centro del antepecho de San Fernando, proporcionando el nombre al puente, y de Santa Bárbara, ambas instaladas en el pretil. Estas esculturas fueron erigidas en honor de Fernando VI y de su esposa, Bárbara de Braganza, por ser los santos de quienes provienen sus respectivos nombres. Es posible que hayan existido en el puente otros adornos de menor importancia.